# Клименко Олександр Іванович (політик)
Климе́нко Олекса́ндр Іва́нович (нар. 14 квітня 1965) — український політик, голова Української народної партії від 5 жовтня 2013.
Депутат ВР України, член фракції Блоку «Наша Україна — Народна самооборона» (листопад 2007 — грудень 2012), член Комітету з питань фінансів і банківської діяльності (з грудня 2007), голова підкомітету з питань небанківських фінансових інститутів (з січня 2008).

## Біографія
Народився в 1965 році у місті Мар'їнка, Донецька область.
В юності працював підмайстром шевця і обхідником на шахті. Пізніше працював начальником відділу Курахівського Будинку побуту. До 1998 — голова правління АТ «Енергозбутпром».
Закінчив Донецький інститут економіки та господарського права у 1999, економіст, «Облік і аудит».
У 1998—2005 — голова ради акціонерів ВАТ «Донбасенергобуд», президент ТОВ «Лізинг-центр» (Донецьк).
У 2002 балотувався самовисуванцем до парламенту на окрузі № 107 у Луганській області, за 14,63 %, 3 місце з 12 претендентів. У 2004 вступив до лав Української народної партії. З квітня 2005 по липень 2006 — заступник голови Донецької облдержадміністрації. У 2006 балотувався в мери Донецька, набрав 6 %.
У листопаді 2007 пройшов до Верховної Ради VI скликання у складі блоку «Наша Україна — Народна Самооборона», № 50 в списку. Був членом Комітету з питань фінансів і банківської діяльності.
Березень 2006 — кандидат в народні депутати України від Українського народного блоку Костенка і Плюща, № 7 у списку. На час виборів: заступник голови Донецької обласної державної адміністрації, член УНП. У 2012 році очолив передвиборчий штаб «Нашої України» в Донецькій області.
5 жовтня 2013 на XIV з'їзді УНП у Києві Олександра Клименка обрано головою Української народної партії. Кандидатуру Клименка таємним голосуванням підтримали 223 делегата з'їзду, 29 делегатів не підтримали жодну з кандидатур.

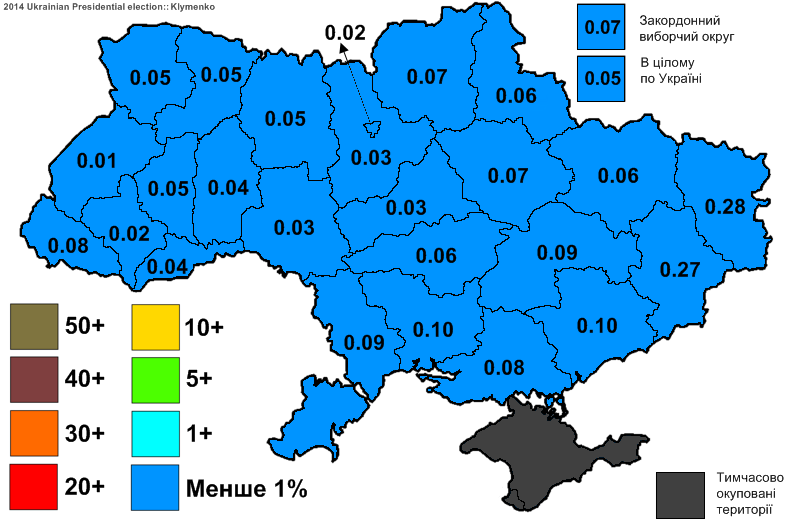
Підтримка Клименка на виборах Президента України 2014.

Кандидат на посаду Президента України на виборах 2014 року від Української народної партії.
17 травня 2014 року зняв свою кандидатуру з виборчих перегонів.

## Сім'я
Одружений, має 2 дітей.

## Виноски
1. ↑  http://w1.c1.rada.gov.ua/pls/radac_gs09/d_index_arh?skl=6
2. ↑  УНП під завісою димових шашок змінила лідера на «донецького» [Архівовано 4 Березня 2016 у Wayback Machine.] // УП
3. ↑  Постанова Центральної виборчої комісії від 29 грудня 2005 року № 314 «Про реєстрацію кандидатів у народні депутати України, включених до виборчого списку Українського Народного Блоку Костенка і Плюща»
4. ↑  З президентської гонки знявся ще один кандидат // Українська правда, 18 травня 2014. Архів оригіналу за 7 Вересня 2020. Процитовано 18 Травня 2014.